# Багей
Багей — опустевшая деревня в Унинском районе Кировской области.

## География
Располагается на расстоянии примерно 8 км по прямой на юго-запад от райцентра поселка Уни.

## История
Известна с 1873 года как деревня Балевцы (Богевская), где отмечено дворов 23 и жителей 184, в 1905 (починок Багеевский или Баневский) 38 и 226, в 1926 (деревня Багиево) 51 и 260, в 1950 28 и 97, в 1989 году проживало 4 человека. До 2021 года входила в состав Малополомского сельского поселения до его упразднения.

## Население
Постоянное население  составляло 1 человек (русские 100%) в 2002 году, 0 в 2010.